# Clupeichthys goniognathus
Clupeichthys goniognathus és una espècie de peix pertanyent a la família dels clupeids.

## Descripció
- Pot arribar a fer 9 cm de llargària màxima.
- 12-18 radis tous a l'aleta dorsal i 16-27 a l'anal.[6][7]

## Alimentació
Menja crustacis planctònics.

## Hàbitat
És un peix d'aigua dolça, pelàgic i de clima tropical (18°N-4°S).

## Distribució geogràfica
Es troba a Indonèsia (sud de Sumatra) i Tailàndia, incloent-hi el riu Mekong.

## Observacions
És inofensiu per als humans.